# Zdobycie Salvador de Bahia
Zdobycie Salvador de Bahia – starcie zbrojne, które miało miejsce w roku 1625 w trakcie holendersko-portugalskiej wojny kolonialnej.
W maju 1624 eskadra Holenderskiej Kompanii Indii Zachodnich w sile 35 okrętów i 3 000 żołnierzy zajęła bez walki ówczesną stolicę Brazylii Salvador de Bahia. Zajęcie miasto spowodowało reakcję Portugalczyków, których flota z pomocą okrętów hiszpańskich (52 jednostki, 12 500 ludzi) pod wodzą admirała Fadrique de Toledo po przybyciu w rejon miasta zaatakowała Holendrów, odbijając po krótkiej walce Bahię. 